# Quiévrechain
Quiévrechain è un comune francese di 5 892 abitanti situato nel dipartimento del Nord nella regione dell'Alta Francia.

## Società

### Evoluzione demografica
Abitanti censiti

## Infrastrutture e trasporti
Quiévrechain è servita dalla Rete tranviaria di Valenciennes.

## Cinema
La cittadina di Quiévrechain è citata nel film di Steven Spielberg War Horse.